# Széchy Károly (irodalomtörténész)
Széchy Károly, Závodszky (Cegléd, 1848. február 18. – Budapest, 1906. január 3.) irodalomtörténész, egyetemi tanár, a Magyar Tudományos Akadémia levelező tagja.

## Pályája
A gimnáziumot Szarvason, az egyetemet Pesten végezte, ahol megalapította a tudományos és műegyetemi olvasókört. Ezután a hírlapírói pályára lépett. A Csernátony szerkesztette Ellenőr irodalmi rovatát vezette, majd a lap segédszerkesztője volt és számos bírálatot és egyéb cikket is írt (1873-78). 1874-ben Otthon címmel szépirodalmi és ismeretterjesztő havi folyóiratot alapított. Bölcseletdoktori oklevelének megszerzése után Német- és Olaszországban hosszabb tanulmányutat tett. 1878-ban tanári vizsgát tett és Münchenben Carrierenak a híres elméleti esztétának tanítványa volt. Amikor hazatért, 1880-ban a kolozsvári állami felsőbb leányiskolánál vállalt rendes tanári állást; egyszersmind 1885-től 1890-ig a kolozsvári egyetem magán- és ugyanott 1890. augusztus 8-ától a magyar irodalom rendes és 1894. június 30-ától az esztétika jogosított tanára lett. 1905 elején Budapestre került, mint Gyulai Pál tanszékének örököse. A Magyar Tudományos Akadémia 1902. május 5-én a választotta levelező tagjának. Felesége Lorenz Jozefine írónő volt.
Cikke az Akadémiai Értesítőben (1903. Tasso és Debreczen). Munkálatait részletesen felsorolja az Akadémiai Almanach (1903. 199-205. és 1905. 232. l.).

## Munkái
- Bessenyei György, Irodalmi tanulmány. Pest, 1872.
- Szép Ilonka. Verses regény tíz énekben. Bpest, 1881. (Ism. Egyetértés 92. sz.).
- A kolozsvári felsőbb leányiskola átalakításáról az állami szervezet szerint. Emlékirat Kolozsvár sz. kir. város nevében Trefort Ágost vallás- és közoktatásügyi miniszterhez. Kolozsvár, 1887.
- Dalmady Győző. Irodalmi tanulmányi Uo. 1890.
- Kazinczy Ferencz levelezése. Tanulmány. Uo. 1891. (Különny. az Erdélyi Muzeumból).
- Vajda Péter élete és művei. Bpest, 1892.
- A Pannoniai ének. Uo. 1893. (Különnyomat az Irodalomtört. Közleményekből).
- Gróf Gvadányi József 1725-1801. Uo. 1894. (M. Történeti Életrajzok. Ism. Prot. Szemle 424. l., Fővárosi Lapok 111. sz., Vasárnapi Ujság 25. sz.).
- Benyomások és emlékek. Uo. 1897.
- Kisebb tanulmányok. Irodalmi alakok és adalékok. Uo. 1897. (Ism. Századok 1898., Politikai Heti Szemle).
- Gróf Zrinyi Miklós a költő 1620-1664. Uo. 1896. 1899-1903. Öt kötet. (M. Történeti Életrajzok, Ism. Budapesti Hirlap 1896. 264. sz., Kath. Szemle 1897. és polemia. Budapesti Szemle 1903. 113. k. Pesti Hirlap 23. sz.).
- Debreczeni Márton életrajza. Uo. 1903. (Ism. M. Szemle 1904. 18. sz., Budapesti Hirlap 220. sz.).
- Debreczeni Márton költői művei. Szerkesztette az Erdélyi Irodalmi Társaság megbízásából. Uo. 1903. Két kötet. (Terjedelmes életrajz. I. Kisebb költemények. II. A Kióvi Csata).
- Báró Balassa Bálint és Gróf Zrinyi Miklós. Sajtó alá rendezte és bevezetéssel ellátta. Uo. 1905. (Magyar Remekírók I.) Online
- Gróf Zrinyi Miklós költői művei-t sajtó alá rendezte. Uo. 1906.